# Back in Town
Back in Town – album studyjny walijskiego muzyka Johna Portera. Wydawnictwo ukazało się 21 marca 2011 roku nakładem należącej do muzyka oficyny Good Music Society w kooperacji z Agorą. Płyta została wyprodukowana przez Johna Portera i Philla Browna, mającego w dorobku współpracę z takimi wykonawcami jak: Dido, Beth Gibbons, czy Robert Plant. Materiał był promowany teledyskiem do utworu „Piece of Paradise”.

## Lista utworów
Opracowano na podstawie materiału źródłowego.
1. „Back In Town” – 4:53
2. „Piece Of Paradise (Betty Blue)” – 4:10
3. „Evil One” – 3:18
4. „Never Really There” – 3:12
5. „Lawrence” – 3:47
6. „No More Whisky” – 5:17
7. „In The Middle Of The Night” – 4:35
8. „Lightning Tree” – 4:41
9. „Best Deal Around” – 4:10
10. „Round To The Sound” – 4:42
11. „Tired On The Way” – 3:43